# Baldur

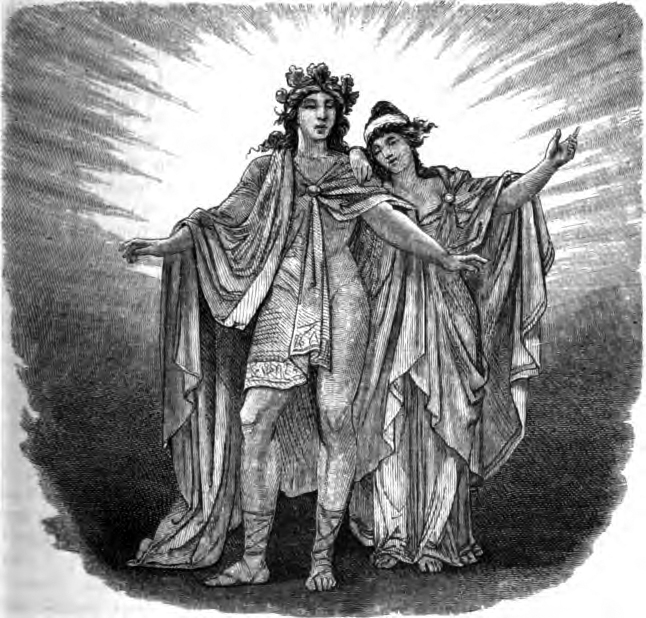
Baldur i Nanna

Baldur (również Baldr, Balder) – w mitologii nordyckiej syn Odyna i Frigg, małżonek bogini Nanny, ojciec Forsetiego; symbol dobra, piękna i mądrości.
Był ulubieńcem wszystkich bogów. W Asgardzie miał własny dwór zwany Breidablik.
Gdy Baldura zaczęły nękać sny o śmierci, zaniepokojona Frigg kazała złożyć przysięgę wszystkim istotom i rzeczom na świecie, że nie uczynią Baldurowi krzywdy. Zapomniała jednak poprosić o przysięgę jemiołę. Wykorzystał to Loki, który wręczył ślepemu bratu Baldura, Hodurowi, strzałę wykonaną z jemioły, którą ten cisnął w brata. W oswobodzeniu Baldura z mocy bogini śmierci Hel przeszkodził bogom Loki. Zostało przyrzeczone, że Baldur powróci do żywych, jeśli wszystko, co istnieje na świecie, zapłacze z powodu jego odejścia. Nie został wskrzeszony, gdyż olbrzymka Thökk, której postać przybrał Loki, nie przyłączyła się do żałoby.
Po Ragnaröku zmartwychwstanie wraz z Hödem i zapanuje nad światem.

## Baldur w kulturze popularnej

### Muzyka
- Baldur jest głównym tematem płyty black metalowego zespołu Burzum. Jest mu poświęcony cały album pod nazwą: "Dauði Baldrs" (co oznacza "Śmierć Baldura" ).
- "Baldur" to także tytuł debiutanckiego albumu islandzkiego zespołu viking/folk metalowego Skálmöld[3]
- Jedna z piosenek zespołu nordic folk Osi and the Jupiter nosi nazwę "Baldur"
- Zespół Brothers of Metal nagrał piosenkę "Death of the God of Light" której tematem jest spisek Lokiego i śmierć Baldura.
- Zespół Profeci nagrał utwór "Sny prorocze", który nawiązuje do postaci Baldura.

### Gry komputerowe
- Imię Baldura zostało wykorzystane w tytule gry komputerowej Baldur’s Gate, która dała początek całej serii.
- Baldur jest głównym bohaterem gry Too Human z 2007 roku, wydanej na wyłączność na konsolę Xbox 360. W grze występują także postacie innych nordyckich bogów, takie jak Loki, Hel czy Freja.
- Postać Baldura została wykorzystana w grze God of War z 2018 roku.